# Pembroke Pines
Pembroke Pines város az Amerikai Egyesült Államokban, Florida államban, Broward megyeben. Lakosainak száma 171 178 fő (2020. április 1.).

## Népesség
A település népességének változása:

| 2010 | 154 750 |
| 2020 | 171 178 |